# Tarakmeh
Tarakmeh (persiska: تَرَكمِه, ترکمه) är en ort i Iran.   Den ligger i provinsen Västazarbaijan, i den nordvästra delen av landet, 700 km nordväst om huvudstaden Teheran. Tarakmeh ligger 1 224 meter över havet och antalet invånare är 239.
Terrängen runt Tarakmeh är kuperad. Runt Tarakmeh är det ganska glesbefolkat, med 39 invånare per kvadratkilometer. Närmaste större samhälle är Mākū, 13,5 km sydväst om Tarakmeh. Trakten runt Tarakmeh består i huvudsak av gräsmarker.